# ویکتور بلنکو

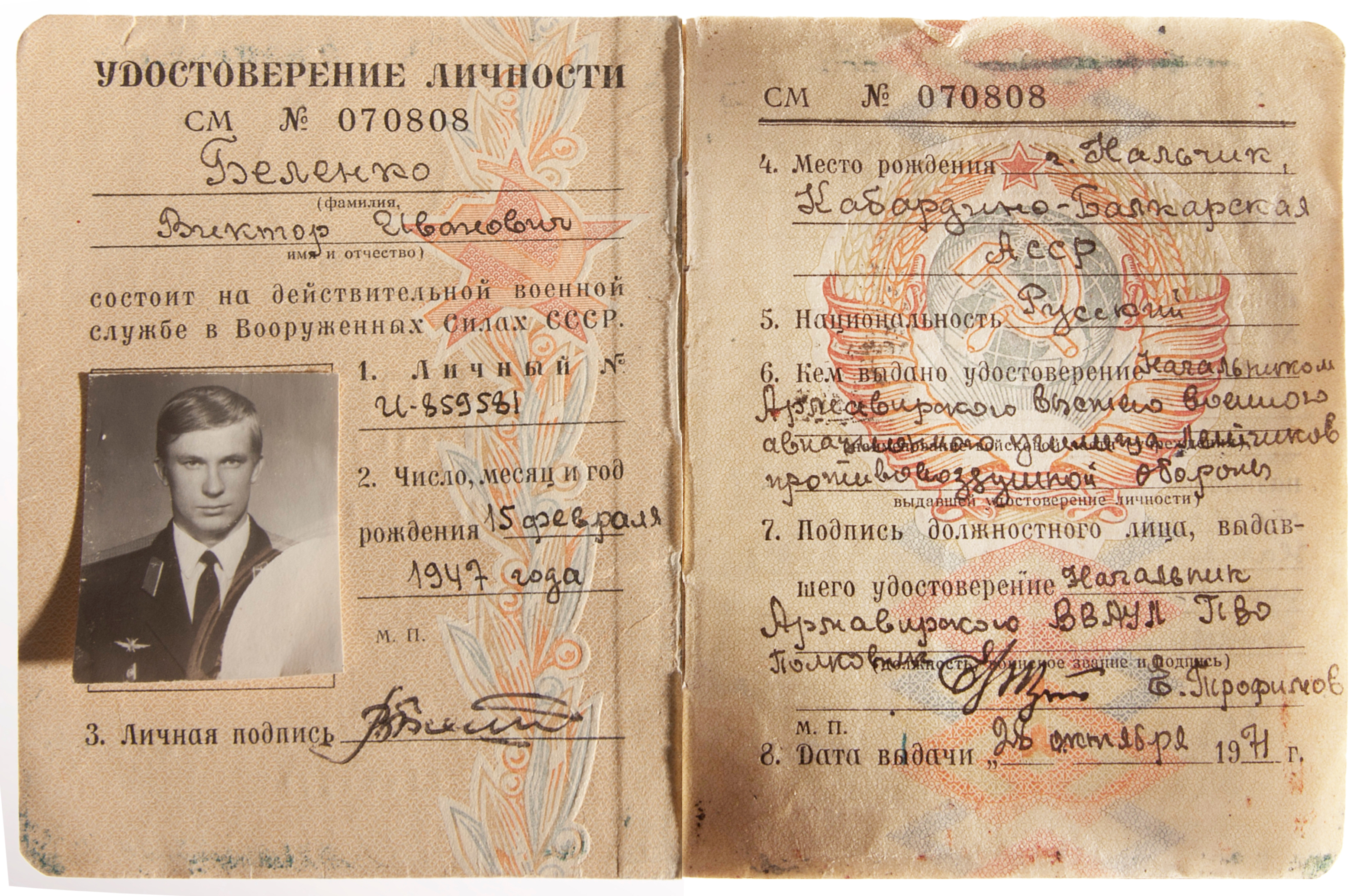
کارت شناسایی نظامی ویکتور بلنکو

ویکتور ایوانوویچ بلنکو روسی: Виктор Иванович Беленко،( متولد ۱۵ فوریهٔ ۱۹۴۷- مرگ ۲۴ سپتامبر ۲۰۲۳) یک مهندس هوافضای آمریکایی و خلبان روس‌تبار پیشین شوروی بود که هنگام پرواز با یک فروند جت رهگیر میگ-۲۵ (نام‌گذاری ناتو: "Foxbat") به جهان غرب فرار کرد و در فرودگاه هاکوداته ژاپن فرود آمد. جرج اچ. دابلیو. بوش، مدیر سازمان اطلاعات مرکزی (سیا) در آن زمان، فرصت بررسی این هواپیما را یک "نفوذ اطلاعاتی" برای غرب خواند. بلنکو بعدها در ایالات متحده، مهندس هوافضا شد.

## زندگی و فرار

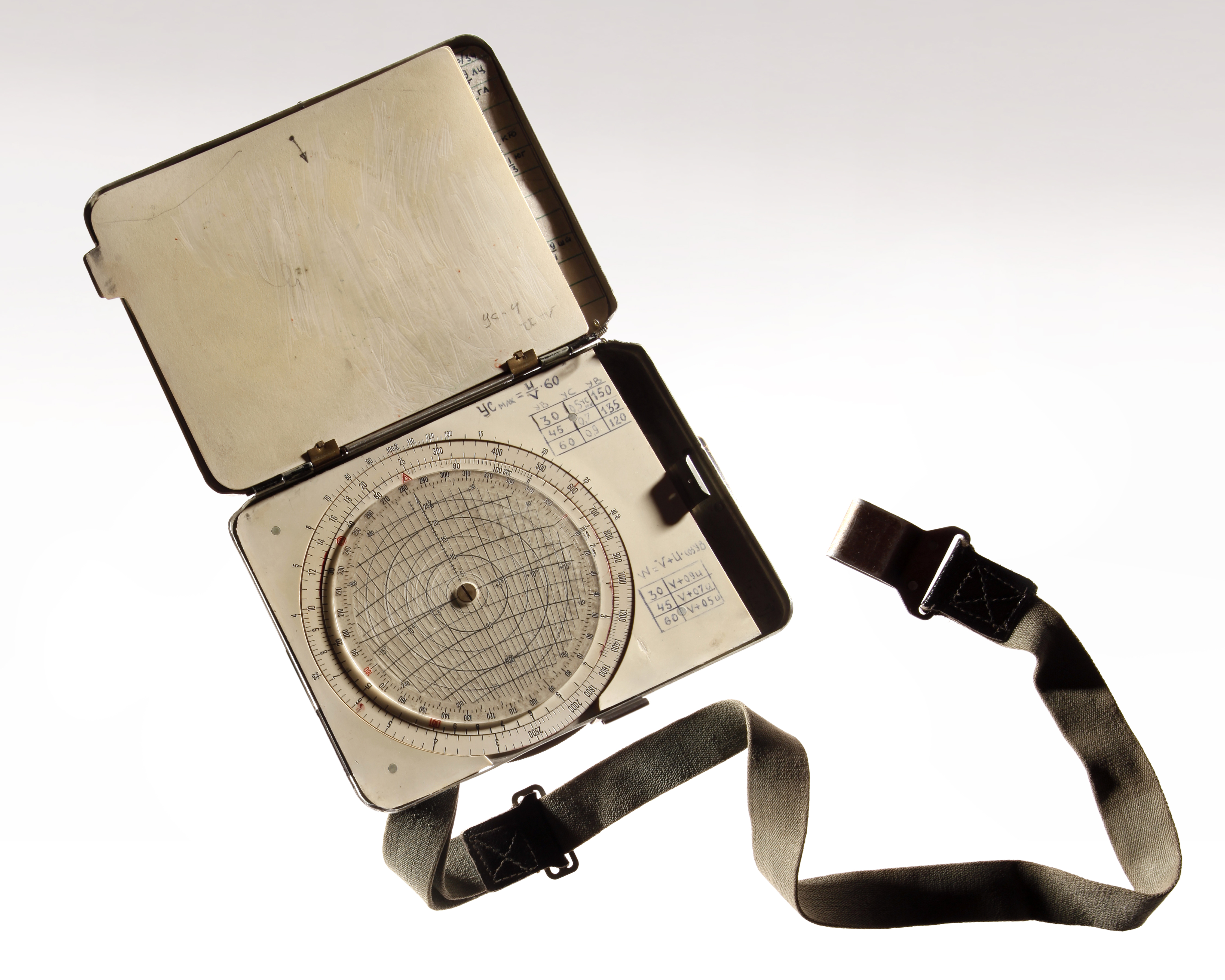
دفترچهٔ یادداشت زانوبند بلنکو حاوی اطلاعات پرواز

بلنکو در نالچیک، جمهوری فدراتیو سوسیالیستی روسیه شوروی، در یک خانوادهٔ روس متولد شد. (در گذرنامهٔ او قومیت او، روس ذکر شده‌است). ستوان بلنکو خلبان نیروهای دفاع هوایی شوروی مستقر در چوگویوکا، سرزمین پریمورسکی بود. در ۶ سپتامبر ۱۹۷۶، او فرار کرد و جت جنگنده میگ-۲۵ خود را به فرودگاه هاکوداته، هوکایدو ژاپن پرواز داد.
این نخستین بار بود که اطلاعات نظامی غرب توانست از نزدیک، میگ-۲۵ و ویژگی‌های آن را بررسی کند و اسرار و شگفتی‌های بسیاری را فاش کرد. فرار او خسارت قابل‌توجهی به نیروی هوایی شوروی وارد کرد. جرالد فورد رئیس‌جمهور ایالات متحده به بلنکو حق پناهندگی داد و یک صندوق امانی برای او ایجاد شد که زندگی بسیار راحتی را در سال‌های بعد برای او به ارمغان آورد. دولت ایالات متحده، چند سال پس از آن، وی را به‌عنوان مشاور، استخدام کرد. بلنکو با خود کتابچهٔ راهنمای خلبان میگ-۲۵ را آورده بود و انتظار داشت این کتابچه خلبانان آمریکایی را در ارزیابی و آزمایش هواپیما کمک کند.
بلنکو تنها خلبانی نبود که به این شکل از اتحاد جماهیر شوروی فرار کرد و همچنین نخستین خلبانی نبود که از یکی از کشورهای بلوک شرق فرار کرد. او احتمالاً از سیاست دولت ایالات متحده در اعطای جوایز نقدی بزرگ به خلبانان فراری کشورهای کمونیستی آگاه بوده‌است . در ماه مارس و مه ۱۹۵۳، دو خلبان نیروی هوایی لهستان با جنگندهٔ میگ-۱۵ به دانمارک پرواز کردند. بعداً در سال ۱۹۵۳، خلبان اهل کره شمالی، نو کوم سوک، میگ-۱۵ خود را به پایگاه هوایی ایالات متحده در کره جنوبی پرواز داد. آن میگ اکنون در مجموعهٔ دائمی موزه ملی نیروی هوایی ایالات متحده است. سال‌ها بعد، خلبان اهل شوروی، الکساندر زویف در ۲۰ مه ۱۹۸۹ با میگ-۲۹ خود به ترابزون ترکیه رفت. آن میگ-۲۹ به‌سرعت به شوروی بازگردانده شد.

## پیامدها
ورود یک میگ-۲۵ به ژاپن برای برنامه‌ریزان نظامی غربی یک هدیهٔ بادآورده بود. دولت ژاپن در ابتدا فقط به ایالات متحده اجازه داد که هواپیما را بررسی کند و آزمایش‌های زمینی رادار و موتورها را انجام دهد، اما متعاقباً از ایالات متحده دعوت کرد تا هواپیما را به‌طور گسترده مورد بررسی قرار دهد. این هواپیما در ۲۵ سپتامبر توسط یک هواپیمای باری سی-۵ گالکسی نیروی هوایی ایالات متحده از هاکوداته به پایگاه هوایی هیاکوری منتقل شد و در این زمان بود که کارشناسان، تشخیص داده بودند که هواپیما یک رهگیر است نه یک جنگنده بمب‌افکن.
دولت ژاپن در ۲ اکتبر ۱۹۷۶ طرحی را برای بازگرداندن هواپیما، از بندر هیتاچی ارائه کرد و ۴۰٬۰۰۰ دلار آمریکا برای خدمات حمل و نقل و آسیب به فرودگاه هاکوداته از شوروی مطالبه کرد. این هواپیما در ۱۱ نوامبر ۱۹۷۶ از هیاکوری به بندر هیتاچی منتقل شد. این محموله در ۱۵ نوامبر ۱۹۷۶ از ژاپن به‌سوی روسیه حرکت کرد و حدود سه روز بعد به ولادی‌وستوک رسید.
یک دیپلمات ارشد، مواضع شوروی را «در کل این ماجرا مبهم» توصیف کرد.

## زندگی پس از فرار در ایالات متحده
در سال ۱۹۸۰، کنگرهٔ ایالات متحده قانون S. 2961 را تصویب کرد و به بلنکو اجازهٔ شهروندی داد. این قانون توسط رئیس‌جمهور جیمی کارتر در ۱۴ اکتبر ۱۹۸۰ با عنوان قانون خصوصی ۹۶–۶۲ امضا شد.
پس از فرار، بلنکو در سال ۱۹۸۰ زندگی‌نامه‌ای با نام خلبان میگ: فرار نهایی ستوان بلنکو را به همراه جان بارون نویسندهٔ ریدرز دایجست نوشت.
بلنکو در حالی که در ایالات متحده زندگی می‌کرد با یک معلم موسیقی از داکوتای شمالی به‌نام کورال ازدواج کرد و صاحب دو پسر به نام‌های تام و پل شد. او بعداً طلاق گرفت. او همچنین از ازدواج اول خود یک پسر دارد. بلنکو هرگز همسر روسی خود را طلاق نداده‌است. پس از انحلال اتحاد جماهیر شوروی، او در سال ۱۹۹۵ برای تجارت، از مسکو بازدید کرد.

## مصاحبه در امریکا
بلنکو تقریباً هرگز در مصاحبه‌ها ظاهر نمی‌شود. با این‌حال، او در یک مصاحبهٔ کوتاه و غیررسمی در سال ۲۰۰۰ در پاسخ به سؤالات، گفت که در ایالات متحده، خوشحال است. او گفت "آمریکایی ها نسبت به نظر دیگران تحمل دارند. ولی در برخی فرهنگ ها ، اگر نظرات جریان اصلی را قبول نکنید ، شما از بین می روید یا ممکن است ناپدید شوید. در اینجا ما افرادی داریم که درختان را در دوست دارند ، و افرادی که می خواهند آنها را قطع کنند - ولی آنها در کنار هم زندگی می کنند! " .
اتحاد جماهیر شوروی مکرراً داستان‌های دروغینی دربارهٔ کشته شدن بلنکو در یک تصادف رانندگی، بازگشت به روسیه، دستگیری و اعدام یا محاکمهٔ او، منتشر کرد.